# Economia virtual
L'economia virtual (també coneguda com a economia sintètica) és una economia emergent que existeix al món virtual, la qual es dona intercanviant béns virtuals en jocs en línia. Les persones en aquest tipus d'economia ingressen per propòsits de recreació i entreteniment en comptes de necessitat, el que significa que les economies virtuals no tenen alguns aspectes presents en l'economia real (per exemple, un avatar en un món virtual no necessita comprar menjar per sobreviure). No obstant això, algunes persones interactuen amb l'economia virtual buscant un benefici econòmic "real". A més de tenir una relació amb transaccions electròniques dins de jocs, aquest terme també inclou les transaccions i vendes de monedes virtuals i la seva conversió a diners reals.

## Resum
Les economies virtuals es basen en jocs MUDs i en jocs multijugador massius (MMORPGs). Les economies virtuals més grans es troben als MMORPGs. Així mateix existeixen en jocs de simulació, en els quals s'han pres passos radicals per a la unió de l'economia virtual amb el món real. Per exemple, en el joc de realitat virtual Second Life es reconeixen drets de propietat intel·lectual per actius creats "al món real" per part de subscriptors i permet la compra i venda de Dòlars Linden (la moneda del món del joc) per diners reals en llocs web de tercers. Les economies virtuals també poden existir en aplicacions web, on els diners "reals" poden ser gastats en tendes que obren els usuaris.
La propietat virtual pot referir-se a qualsevol font que sigui controlada per objectes virtuals, avatars o comptes d'usuaris. Les següents característiques poden ser trobades en fonts virtuals enfocades en la imitació de propietat tangible. No obstant això, és possible que alguns recursos virtuals manquin d'una o més característiques.
- Rivalitat: La possessió d'un recurs està limitada a una persona o un nombre petit de persones que estiguin involucrades en la mecànica de el joc virtual.
- Persistència: Els recursos virtuals persisteixen entre diverses sessions d'usuaris.
- Interconnectivitat: Els recursos poden afectar o ser afectats per altres persones o objectes. El valor dels mateixos varia d'acord a l'habilitat d'una persona de fer ús d'ells.
- Mercats secundaris: Els recursos virtuals poden ser creats, intercanviats, comprats i venuts. També poden involucrar actius reals.
- Valor afegit pels usuaris: Els usuaris poden augmentar el valor dels recursos virtuals al personalitzar i millorar-los.

L'existència d'aquestes condicions crea un sistema econòmic amb propietats similars a l'economia real. Per tant, és possible aplicar teoria econòmica per estudiar aquests mons virtuals.
Dins dels mons virtuals en els quals es troben les economies sintètiques, els articles s'avaluen d'acord a l'oferta i demanda, no depenen del valor estimat del desenvolupador. Aquestes economies emergents són considerades actius circulants per molts jugadors, donant-los una dimensió extra a la realitat per jugar.

### Mercat
El llançament de Blizzard Entertainment, World of Warcraft el 2004 i el seu èxit subseqüent va forçar tant als MMORPGs com als seus mercats secundaris a prendre accions. Des de llavors, s'han obert una gran quantitat de nous mercats. Una recerca a Google de WoW Gold mostra una gran varietat de llocs on es pot comprar aquesta membresía. El comerç de diners reals en mercats virtuals ha crescut fins a esdevenir una indústria billonaria. El 2001 els jugadors de EverQuest, Brock Pierce i Alan Debonneville van fundar Internet Gaming Entertainment Ltd (IGE), una companyia que ofereix no només intercanvis de diners virtuals per reals, sinó que també proveeix un servei professional personalitzat. IGE compta amb un staff entrenat per gestionar qüestions financeres, preguntes de clients i servei tècnic per assegurar que els jugadors estiguin satisfets amb cada compra. També té una botiga a Hong Kong, on els tècnics empleats omplen ordres, carreguen avatars, retiren béns de la botiga i els lliuren on sigui necessari. Aquest lucratiu mercat ha obert un tipus d'economia completament nou on la frontera entre el real i el virtual es fa fosc.
Centenars de companyies són reeixides en aquest nou mercat, diverses d'elles s'han venut per milers de dòlars. Algunes d'aquestes companyies venen múltiples béns virtuals per a molts jocs, i unes altres venen serveis per a un sol joc. Les béns seents virtuals estan guanyant diners reals amb persones com el repartidor de 43 anys, John Dugger, qui va comprar una propietat virtual per $750 dòlars. Aquesta propietat inclou nou habitacions, tres estudis, un roofgarden, etc. Dugger representa a un grup de jugadors que no estan al mercat per una casa real, sinó que posseeixen una petita part de la basta base de dades que va ser Ultima Online, un món mític. Aquest intercanvi de béns virtuals per diners reals simplement representa el desenvolupament d'economies virtuals on les persones es reuneixen i ajunten el món real i el sintètic en una esfera econòmica.
Encara que els mercats virtuals poden representar una àrea d'oportunitat i creixement, no és clar fins a quin punt pot créixer, a causa de la qual els béns són altament substituïbles en aquests mercats i a la falta de factors com la ubicació per dispensar la demanda. Malgrat els varis exemples de creixement econòmic en llocs com Second Life, un analista amateur va estimar en 2008 que la inequitat d'ingrés en l'economia de Second Life és pitjor que en qualsevol economia real; amb un coeficient de Gini de 90.2, un índex Hoover de 77.8, i un índex Theil del 91 %. No obstant això, l'aplicació d'aquestes mesures econòmiques a un món virtual pot ser inadequada on la pobresa és merament virtual i existeix una relació directa entre la riquesa dins del joc i el temps jugat.
El mercat secundari global, definit pels diners reals intercanviats entre jugadors, es va estimar en 2005 ésser de 880 milions de dòlars pel president (en aquest temps) de la companyia capdavantera IGE. Abans d'això, en 2004, l'economista americà Edward Castronove havia estimat la xifra en 100 milions de dòlars basant-se solament en les vendes de dos llocs de subhastes, eBay i el coreà itemBay. Una extrapolació especulativa basada en aquestes dades i altres xifres de la indústria va determinar la xifra en dues mil milions de dòlars en 2007.
No obstant això, és poc probable que el mercat secundari hagi seguit el creixement del mercat primari des de 2007, ja que les companyies de jocs han tingut millor sort monetitzant els seus productes amb microtransaccions i molts jocs populars com World of Warcraft estan prenent mesurades contra l'intercanvi de diners reals. Així mateix, el declivi global en el consum a causa de la crisi financera de 2007-2008 hauria afectat negativament al mercat secundari. Després de la crisi, el creixement del mercat secundari es va situar en mercats emergents com Rússia, Europa, Sud-amèrica i el Sud-est d'Àsia. Per exemple, s'estima que Corea del Sud té la porció més gran d'intercanvi de diners reals al mercat i que s'ha convertit en una part subjecta a impostos. En països occidentals el mercat secundari roman catalogat com a mercat negre amb poca acceptació social.
Quant al model econòmic actual, el mercat secundari s'estima en 1.1 dòlars per jugador connectat al dia per companyies com Eunescape, EVE Online i Ultima Online. No s'ha suggerit cap model més regulat per un MMORPG, com World of Warcraft. No obstant això, a l'ésser un mercat poc regulat i lliure d'impostos, qualsevol model econòmic roman en especulació.

## Últims desenvolupaments
Els bancs s'han mostrat interessats en economies virtuals, especialment en noves monedes virtuals. El 10 de desembre de 2013, el banc JP Morgan Chase va omplir una patent als Estats Units per desenvolupar un sistema de pagaments utilitzant "Efectiu Virtual". D'acord a un document en l'Oficina de Patents dels Estats Units, "l'aplicació és una renovació de propietat intel·lectual que data de 1999 i cobreix un mètode i sistema per conduir transaccions financeres en xarxa." De manera similar a Bitcoin, el sistema proposat per JP Morgan permetria als usuaris a realitzar pagaments electrònics anònims a través d'internet, sense el requeriment d'un nom o el pagament d'una comissió.

### Mercats més controlats
Un exemple d'un mercat molt més controlat és el de l'or, el qual està només disponible del venedor i típicament es paga en efectiu. Aquest s'ha convertit en un model per a altres jocs freemium. I no permet la venda de cap bé sense el permís i participació directa de l'operador/servits/venedor del joc.
En aquest model, els jugadors tenen estrictament prohibit l'ocupació de mitjans o mètodes per maximitzar la disponibilitat d'or (com a bons per nous comptes). Ells poden donar-se or entre ells mateixos, però no poden sol·licitar-ho o demanar-ho. L'or compartit és comú entre els jocs i fins i tot incentivat, però no entre jugadors que no es coneixen entre ells. Per exemple, els vehicles no poden ser comprats ni venuts dins del joc.
Les agències d'informació i altres eines que ajuden en la valuació d'objectes virtuals dels mercats secundaris han augmentat en nombre. Aquesta ha ocorregut com una resposta per disminuir el treball involucrat que requereix hores, dies i fins i tot setmanes. Els usuaris, en ser capaços d'intercanviar moneda virtual per real, adquireixen el poder de comprar articles virtuals. Pel mateix, els jugadors tenen més oportunitats, milloren les seves habilitats i milloren la seva reputació. Tot això els brinda un avantatge sobre altres jugadors.

#### Impostos
La majoria dels acadèmics està d'acord que la venda de propietat virtual per moneda real o actius ha d'estar subjecta a impostos. No obstant això, hi ha diversos reptes legals i pràctics per a la recol·lecció d'impostos de l'ingrés de venda de propietat virtual. Per exemple, la incertesa sobre la naturalesa i ubicació conceptual de la propietat virtual dificulta la recol·lecció i prorrateig d'impost a la utilitat quan una venda ocorre entre múltiples jurisdiccions.
Addicionalment a l'impost sobre l'ingrés de les transaccions que involucren moneda real o actius, hi ha hagut discussions considerables involucrant l'impost a les transaccions que tenen lloc dins d'una economia virtual. Teòricament, les transaccions del món virtual podrien ser tractades com una forma de canvi, generant un impost sobre les vendes. No obstant això, per raons polítiques, moltes persones estan a favor d'una regla tipus "cash out" que previndria que les transaccions dins dels jocs generessin imposats. No obstant això, com un comentarista assenyala, "quan més senzill sigui comprar béns reals amb monedes virtuals (per exemple, ordenar pizza), serà més probable que l'Impost Sobre la Renda sigui un impost exclusiu del món real".

#### Regulació d'apostes
La conversió entre monedes virtuals i reals ha portat a realitzar comparacions directes entre els jocs d'atzar i els guanys virtuals. Est és el perquè que els jugadors i les companyies involucrades en aquesta conversió puguin estar relacionades en la legislació d'apostes.
Durant una entrevista amb el lloc de notícies Virtual World News, Alex Chapman va declarar que després de parlar sobre el tema amb la comissió d'apostes de Gran Bretanya, aquesta va respondre que les MMOG no són prioritat, i que és un risc molt fàcil d'evitar. Ell va suggerir que la resistència podria requerir que les MMOGs i els operadors obtinguessin una llicència per apostar, la qual cosa no és molt difícil als Estats Units.
Quan se li va preguntar a Chapman sobre els jocs on no està permesa la venda d'actius virtuals per diners reals, ell va respondre: "El punt radica en si la cosa que vas a guanyar té un valor monetari o no. Si ho té, podria ser una aposta." Així que per evitar la regulació, l'operador "necessitaria prendre passos raonables per assegurar que els beneficis que donarà no tinguin un valor monetari real," possiblement per demostrar el compliment dels Termes de Servei, on es prohibeixen els mercats secundaris.

### Crim virtual
Els assumptes monetaris poden causar problemes al món virtual similars als del món real. A Corea del Sud, on el nombre de jugadors de videojocs és molt alt, un usuari anònim va reportar una "màfia" conformada per jugadors experimentats que amenaçaven als nous per aconseguir diners a canvi de protecció.
Altres problemes similars sorgeixen en les economies virtuals. En el joc The Sims Online, es va descobrir que un noi de 17 anys amb el nom d'usuari "Evangeline" havia creat un cyber-bordell, on els usuaris pagaven diners-sim per minuts de cyber-sexe. Maxis va cancel·lar tots els seus comptes però si hagués dipositat la seva fortuna al Mercat Obert del Joc, hauria estat capaç de mantenir una part d'ella.
Un cop virtual ha ocasionat cridades d'alguns membres de la comunitat en Second Life per buscar una regulació externa d'aquests mercats: "A la fi de juliol, un perpetrador amb informació privilegiada va accedir al sistema d'intercanvi del joc, va realitzar dipòsits falsos i després va fugir amb la quantitat de $10,000 dòlars. A pesar que la quantitat en qüestió va ser petita, aquest incident va fer que els inversors se sentissin vulnerables."
No obstant això, en EVE Online el robatori i l'abús a altres jugadors és permès dins del joc, sempre que no es realitzi cap transacció amb diners reals. Als jugadors, se'ls permet prendre objectes d'altres jugadors caiguts en batalla. Moltes de les possessions virtuals valuadas en desenes de milers de dòlars han estat destruïdes a causa de l'espionatge corporatiu i la pirateria. Això ha portat a un estat de guerra i crim dins de diversos conjunts de jugadors.
Molts MMORPGs com RuneScape, World of Warcraft, Guild Wars, Warhammer Online, El Senyor dels Anells Online i Final Fantasy XI prohibeixen estrictament la compra d'or, objectes o qualsevol altre producte relacionat amb el joc que involucri diners reals. RuneScape va ser encara més lluny quan va llevar el sistema de batalles un-a-un (després d'haver-les tingut per 3 anys), la qual cosa va resultar en 60,000 subscripcions cancel·lades com a protesta. D'altra banda, Final Fantasy XI i Warhammer Online tenen empleats dedicats exclusivament a l'esborrat de l'intercanvi comercial que involucri diners reals en el joc. Per controlar l'intercanvi de diners reals, EVE Online va crear un mètode oficial i sancionable per convertir diners reals en diners del joc; els jugadors poden usar diners reals per comprar un objecte específic dins del joc que pot ser canviat per subscripcions.

### Estabilitat
Generalment, els jocs posseeixen nombroses fonts d'instruments monetaris perquè guanyin els jugadors. No obstant això, alguns no posseeixen mètodes efectius que ajudin a disminuir la circulació d'aquests instruments. Si altres factors romanen constants, quan més augmenti l'oferta de monedes, més s'afeblirà el poder de compra d'una quantitat determinada. Est és un procés conegut com a inflació. En la pràctica, aquests resulta en un augment constant de preus en els articles intercanviats. Amb el balanç correcte de creixement de jugadors, fonts de instruments, etc., una economia virtual podria romandre estable indefinidament.
Com succeeix al món real, les accions dels jugadors poden desestabilitzar l'economia. Els "grangers" creen monedes dins del joc més ràpid del normal, disparant la inflació. En casos extrems, un pirata informàtic podria ser capaç d'explotar el sistema i crear una gran quantitat de diners. Això resultaria en hiperinflació.
Al món real existeixen institucions completament enfocades a mantenir un nivell desitjable d'inflació. Aquesta tasca difícil és una seriosa qüestió per a les grans MMORPGs que han hagut de bregar amb la "mudflació". Així mateix, s'han observat casos de hiperinflació.

## Capital
En aquestes economies virtuals, el valor dels recursos del joc està freqüentment lligat al poder que li transfereixen a l'usuari dins del joc. Aquest poder permet a l'usuari adquirir coses més rares i valuoses. És per això que els recursos no són només objectes intercanviables, sinó que també tenen un rol de capital. Els jugadors també adquireixen capital humà quan tenen més poder. Els gremis poderosos sovint recluten jugadors coneguts perquè aquest jugador pugui tenir millors objectes que només poden ser adquirits a través de la cooperació entre molts jugadors.

## Altres economies virtuals
Es diu que les economies virtuals també estan presents en "metajocs" com els jocs de rol d'acció o els jocs de cartes col·leccionables. Altres monedes de metajocs han aparegut en jocs com Everquest i World of Warcraft. Un exemple d'un sistema de rècord semi-formal és el DKP (Dragon kill points) que està present en jocs massius de multijugador. Els jugadors d'aquests jocs s'enfronten amb una gran varietat de reptes que només poden ser superats si hi ha un gran nombre de jugadors jugant alhora. Els DKP no són monedes oficials però són creades i administrades per unions amb l'objectiu de manejar la distribució de recompensàs d'aquests reptes.

### Moderació en xarxes socials
En una varietat de llocs socials i de discussió, com Slashdot, Reddit, care2 i Yahoo! Answers, es guanyen punts a través de la creació de contingut. En alguns d'aquests llocs, l'acumulació de "punts karma" poden canviar-se de diverses maneres per objectes o serveis virtuals, mentre que altres llocs no compten amb una forma de canviar-los. Així mateix, en alguns llocs es guanyen punts per convidar a altres usuaris a registrar-se.

## Controvèrsia
De manera freqüent, l'economia sintètica d'un joc resulta en una interacció amb l'economia "real"; ja sigui pels personatges, la moneda o els objectes que puguin arribar a ser vinguts i comprats en llocs web de subhastes en línia. Des de gener de 2007, en eBay, no es permet vendre béns virtuals en jocs en línia a causa de l'estatus legal ambigu de l'intercanvi al món real.
Mentre que alguns desenvolupadors, com Blizzard (creador de World of Warcraft), prohibeixen aquesta pràctica, és comuna que es venguin béns o serveis virtuals en llocs de subhastes i siguin canviats per diners reals.
D'acord a les concepcions #estàndard del valor econòmic, els béns i serveis de les economies virtuals posseeixen un valor determinat. I a causa que els jugadors d'aquests jocs estan disposats a substituir recursos econòmics "reals" com el temps i diners a través d'aquests serveis, per definició, tenen una utilitat per a l'usuari.
El gener de 2010, Blizzard es va tornar defensiva quan se li va acusar de fraus en el llançament d'un nou lloc. La nova seguretat de compte del lloc Battle.Net remarca la importància de mantenir la informació dels comptes d'usuari segures.

Aquestes pàgines són part d'un esforç més gran amb l'objectiu de proveir-te coneixement i les eines necessàries per identificar i reportar amenaces que afectin la seguretat del teu compte, per detectar maneres en les quals treballarem per brindar-té una major seguretat, i per actuar com una font d'ajuda en cas que algú tracti de robar la informació del teu compte.

Una campanya realitzada per fans de World of Warcraft per llevar els anuncis d'or del lloc és sol un de diversos esforços comunitaris que s'han dut a terme amb l'objectiu de prendre accions contra els crackers.

Els venedors d'or i serveis són els responsables de la gran majoria de robatori de comptes, i són la font número u d'intents de phishing, spyware i fins i tot robatori de targetes de crèdit en World of Warcraft. Els jugadors que compren or estan donant suport al spam i els hacks, i en fer-ho empitjoren l'experiència de joc de tots els altres.

El primer d'agost de 2001, Blizzard Entertainment va anunciar que el seu proper joc, Diable III, inclouria una casa de subhastes, on els jugadors serien capaços de comprar i vendre objectes dins del joc per diners reals. Robert Bridenbecker, Vicepresident de Tecnologies Online de Blizzard, va explicar que el propòsit darrere d'aquesta acció era reduir dràsticament els robatoris de compte ocasionats per interaccions amb jugadors d'altres llocs.
Altres desenvolupadors de jocs venen objectes i monedes virtuals a canvi de diners reals. Per exemple, el MMOG There té "therebucks" que es venen per dòlars americans. En Second Life, els Dòlars Limitin poden ser adquirits a canvi de diners reals. Les taxes fluctuen amb base en l'oferta i demanda, però en els últims anys han romàs relativament estables al voltant de 265 Dòlars Limitin per $1 dòlar real a causa de la "creació de diners" de Limitin Lab. La moneda en el joc Entropia Universe, els PED (Project Entropia Dollars, per les seves sigles de l'anglès), poden ser comprats i canviats per diners reals. Cada 10 PED equivalen a un dòlar real. El 14 de desembre de 2004, es va vendre una illa en Project Entropia per $26,500 dòlars. Un jugador també va comprar una estació espacial virtual per $100,000 dòlars i planeja usar-la com a club nocturn.
Molts mons virtuals coreans (com Flyff) i altres mons fos del país (com Archlord i Achaea) operen venent objectes virtuals a jugadors a canvi de diners reals. Generalment, aquests objectes no poden ser transferits i són usats només com un mitjà per representar una subscripció Prèmium.
Aquestes interaccions amb l'economia real són objecte de controvèrsia. Els mercats que capitalitzen a través dels videojocs no són àmpliament acceptats per la indústria. Les raons d'aquesta controvèrsia són variades. En primer lloc, els desenvolupadors dels jocs sovint consideren que ells estan tractant de proveir una experiència de fantasia i que la interacció amb les transaccions del món real allunya als usuaris de l'essència del joc. A més, en la majoria dels jocs no és acceptat oferir a un altre jugador un intercanvi de diners reals a canvi que jugui d'una manera determinada. No obstant això, aquestes regles d'etiqueta poden no aplicar en alguns casos.
Existeixen moltes qüestions i punts de vista relacionades a la regulació d'aquest tipus d'economia. Alguns argumenten que en permetre l'intercanvi d'objectes de joc per diners els fa, essencialment, intercanvis d'apostes, la qual cosa hauria de tenir una regulació. Una altra qüestió és l'impacte dels impostos que podrien estar involucrats dins dels videojocs. Per exemple, si es considera que una espasa màgica té un valor monetari real, un jugador que mat a un monstre poderós amb ella podria trobar-se amb una recol·lecció d'impostos pel valor de l'espasa, el mateix seria amb qualsevol "premi". Això faria impossible que cap jugador tingués res a veure amb aquest tipus d'intercanvi.
Una tercera qüestió és la participació de l'equip de manteniment del joc en aquestes transaccions. A causa que el desenvolupador té el poder de canviar el joc, expulsar a un jugador, esborrar objectes, etc., té una responsabilitat important en un cas on es tracti amb pèrdues de diners reals per alguna pèrdua d'algun objecte. Richard Bartle va argumentar que aquest aspecte nega l'existència de la idea de propietat en un món virtual, i a causa de l'absència d'una propietat real no és possible que un intercanvi "real" es dugui a terme. Alguns desenvolupadors han actuat deliberadament en eliminar objectes que han estat canviats per diners, com va ser el cas de Final Fantasy XI, on es va crear un equip parell eliminar personatges involucrats en l'intercanvi de monedes virtuals per diners reals.